# 魂の叫び (ローラ・ニーロのアルバム)
『魂の叫び』（Christmas and the Beads of Sweat）は、ニューヨーク出身のシンガー、ソングライター、ピアニストであるローラ・ニーロによる4枚目のアルバム。このアルバムは、1970年の初夏にプロデューサーのフェリックス・キャヴァリエとアリフ・マーディンとともに録音した後に、同年11月、コロムビア・レコードのレーベルでリリースされた。ニーロは製作の手綱を二人に手渡したが、依然としてプロジェクトを管理し、共同で編曲を行った。
このアルバムは、『イーライと13番目の懺悔』（1968）および『ニューヨーク・テンダベリー』（1969）とからなるローラ・ニーロ三部作の最終章である。音楽的には、このアルバムは2つの架け橋であり、『イーライ…』のより明るく楽しいトーンと、ダークで官能的でピアノ主体の『テンダベリー』との間でバランスを取っている。
サイド1ではマッスルショールズリズムセクションの存在によって、アルバムはよりやさしく、ロックにインスパイアされたサウンドとなっているが、ニーロの刺激的な歌詞と不機嫌なピアノ演奏によって相殺されている。ニーロはこの頃までにソングライターとしての高い評判を築いており、このアルバムで "Beads of Sweat" をドライブするギターソロを追加するデュアン・オールマンと、サイド2にハープを追加するアリス・コルトレーンをフィーチャーしている。 
ニーロのソングライターとしての人気に支えられたこのアルバムは、ポップアルバムチャートとして知られるビルボード200の51位を最高に、商業的には2番目に成功したアルバムになった。また、このアルバムにはニーロ唯一のシングルヒットとなったジェリー・ゴフィン/キャロル・キングの「アップ・オン・ザ・ルーフ」のカバーが収められており、ビルボード・ホット100において92位となった。

## トラックリスト
特に記載のない限り、全ての楽曲はローラ・ニーロによる作詞作曲
| #  | タイトル                                                                                            | 作詞 | 作曲・編曲 | 時間 |
| -- | --------------------------------------------------------------------------------------------------- | ---- | ---------- | ---- |
| 1. | 「褐色の大地 (Brown Earth)」                                                                        |      |            | 4:09 |
| 2. | 「私がフリーポートならあなたはメイン・ドラッグ (When I Was a Freeport and You Were the Main Drag)」 |      |            | 2:42 |
| 3. | 「ブラックパッチ (Blackpatch)」                                                                     |      |            | 3:33 |
| 4. | 「汽車に乗って (Been on a Train)」                                                                  |      |            | 5:49 |
| 5. | 「屋根の上で (Up on the Roof)」(ジェリー・ゴフィン、キャロル・キング)                               |      |            | 3:13 |

| #  | タイトル                                                      | 作詞 | 作曲・編曲 | 時間 |
| -- | ------------------------------------------------------------- | ---- | ---------- | ---- |
| 6. | 「支那ちょうちんのある二階部屋 (Upstairs by a Chinese Lamp)」 |      |            | 5:34 |
| 7. | 「宝への地図 (Map to the Treasure)」                          |      |            | 8:08 |
| 8. | 「汗のしずく (Beads of Sweat)」                               |      |            | 4:47 |
| 9. | 「わが心のクリスマス (Christmas in My Soul)」                 |      |            | 7:00 |

## パーソネル
- ローラ・ニーロ – ピアノ、ボーカル、編曲

サイド1の追加ミュージシャン
- バリー・ベケット – ビブラフォン
- フェリックス・キャヴァリエ – オルガン、ベル、プロデューサー
- ロジャー・ホーキンス – ドラムス
- エディ・ヒントン – エレクトリック・ギター
- デビッド・フッド – ベース
- ジャック・ジェニングス – パーカッション
- スチュアート・シャーフ – アコースティック・ギター

他のミュージシャン
アルバムには以下のミュージシャンがクレジットされているが、どのトラックで演奏したのかは明示されて居ない。 
- デュアン・オールマン – ギター
- リチャード・デイビス – ベース

| サイド2の追加ミュージシャン - アリス・コルトレーン – ハープ - ディノ・ダネリ – ドラムス - コーネル・デュプリー – エレクトリック・ギター - ジョー・ファレル – 木管楽器 - アショド・ガラベディアン – ウード - ラルフ・マクドナルド – パーカッション - チャック・レイニー – ベース - マイケル・シッタイ – シンバリン テクニカル - アリフ・マーディン – 編曲、指揮者、プロデューサー - ロイ・シーガル – エンジニア - ティム・ジーラン – エンジニア - ジェリー・リー・スミス – アシスタントエンジニア - ダグ・ポメロイ – アシスタントエンジニア - ベス・オブライエン – カバー写真 |